# Алексий (Дородницын)
Архиепи́скоп Алекси́й (в миру Анемподи́ст Я́ковлевич Дородни́цын; 2 (14) ноября 1859, село Успенское, Славяносербский уезд, Екатеринославская губерния — декабрь 1919, Новороссийск) — епископ Русской православной церкви, архиепископ Владимирский и Шуйский. Духовный писатель и богослов, член Союза русского народа.

## Биография
Родился в семье дьячка Екатеринославской епархии. Окончил Екатеринославскую духовную семинарию.
В 1885 году окончил Московскую Духовную Академию со степенью кандидата богословия и с правом получения степени магистра без нового устного испытания.
В 1886 году был назначен на должность учителя в Херсонское Духовное училище и вместе с тем с июня 1890 года состоял противоштундистским миссионером Херсона.
В 1890 году представил в Совет Московской Академии на соискание степени магистра богословия сочинение «Церковно-законодательная деятельность Карла Великого».
В 1891 году был утверждён Святейшим Синодом в учёной степени магистра богословия.
В марте 1902 года был пострижен в монашество с именем Алексий и в том же году рукоположён во иеромонаха; в августе назначен инспектором Ставропольской Духовной семинарии.
В сентябре 1903 года получил назначение на должность ректора Литовской Духовной семинарии с возведением в сан архимандрита.
30 мая 1904 года в Харьковском кафедральном соборе был хиротонисан во епископа Сумского, викария Харьковской епархии. Хиротонию совершали архиепископ Харьковский Арсений (Брянцев), епископ Таврический Николай (Зиоров), епископ Екатеринославский Симеон (Покровский) и другие. На хиротонии присутствовало множество народа, желавшего видеть впервые для Харькова совершавшееся торжество.
С 18 июля 1905 года епископ Елисаветградский, викарий Херсонской епархии.
С 27 августе того же года — епископ Чистопольский, первый викарий Казанской епархии; 5 сентября был назначен ректором Казанской Духовной Академии.
С 17 января 1912 года — епископ Саратовский и Царицынский.
Состоял почётным членом «Казанского Общества Трезвости» и избирался членом Совета Казанского отдела Русского собрания.
20 июля 1914 года — архиепископ Владимирский и Суздальский (с 24 марта 1916 — Владимирский и Шуйский).
Весною 1917 года съезд духовенства и мирян епархии потребовал удаления архиерея за «деспотическое» управление и грубое обращение с духовенством, а также в связи с обвинениями в близости к Г. Е. Распутину. Святейший Синод был вынужден уволить его на покой и назначить выборы епископа, по результатам которых Владимирскую кафедру занял архиепископ Сергий (Страгородский).
Осенью 1917 года самовольно поселился в Киево-Печерской лавре, пытался захватить церковную власть в Киеве и объявить автокефалию на Украине (Украинская автокефальная православная церковь), возглавив в конце 1917 года Всеукраинскую церковную раду, почётным председателем которой он был избран. Святейший Синод поручил митрополиту Платону (Рождественскому) вызвать в Москву «самочинно принявшего на себя руководство церковным украинским движением архиепископа бывшего Владимирского Алексия». Алексий от вызова уклонился, сообщив, что все железнодорожные билеты проданы до 30 января. Митрополит Платон вызвался достать билет на 25 декабря, но тогда Алексий прислал медицинский документ о «сильнейшем нервном расстройстве». 7 января 1918 года за непослушание священноначалию и нарушение канонов был извержен из сана Всеукраинским церковным собором, проходившим под председательством митрополита Киевского Владимира (Богоявленского) († 25 января 1918). Выступал против последнего; однако новым митрополитом Киевским и Галицким после гибели митрополита Владимира был избран не он, а митрополит Харьковский Антоний (Храповицкий).
Скончался в 1919 году в Новороссийске; был отпет архиепископом Евлогием (Георгиевским). Согласно его воспоминаниям: «Епископ Сергий [Лавров] человек мало распорядительный, относительно погребения никаких приказаний не дал, и труп в одном белье пролежал дня три в сарае. Я сказал об этом владыке Сергию и предложил поручить мне отпевание. Он с радостью согласился. Жду-жду… покойника всё не привозят. Наконец, показались дроги в одну лошадь, на них огромный гроб, на гробе сидит возница; за дрогами идут два-три монаха. Я вышел встретить жалкую процессию. Огромный гроб был так тяжёл, что его едва-едва смогли поднять. В церкви открыли крышку… — архиепископ Алексий лежал неубранный, в старом подряснике, в епитрахили. Благодаря морозу разложение ещё не наступило… После отпевания спрашиваю: „Где могила?“ Оказывается — на краю кладбища в заросли кустов. Мы долго пробирались по сугробам, увязая в снегу… Погребение архиепископа Алексия… показало мне всю тщету честолюбия, властолюбия».

## Труды
- Церковно-законодательная деятельность Карла Великого. — М., 1891 (магистерская диссертация).
- Опыт противоштундистского катехизиса. — Екатеринослав, 1889.
- Шалопутская община. — М., 1891; Казань, 1906.
- Меры борьбы со штундой // Прибавление к «Церковным ведомостям». — № 49. — 1895. — С. 1763—1769.
- Южно-русский необаптизм, известный под именем «штунды». — Ставрополь-Кавказский: Типо-литография Т. М. Тимофеева, 1903.
- Прп. Максим Исповедник, как представитель древне-христианской мистики. — 1905.
- Византийские церковные мистики XIV века. Препод. Григорий Палама, Николай Кавасила и преп. Григорий Синаит. — Казань: Православный собеседник, 1906.
- Материалы для истории религиозно-реалистического движения на юге России во второй половине XIX-го столетия. — Казань: Центр. тип., 1908.
- Религиозно-рационалистическое движение на Юге России во второй половине XIX-го столетия / Исслед. еп. Алексия, ректора Казан. духов. акад. - Казань : Центр. тип., 1909.
- Слово пред панихидой по П. А. Столыпине. — 1911.
- Самовоспитание и его средства. — Саратов, 1913.
- Мораль Талмуда. // Голос Церкви. — 1913, декабрь. — С. 48—57.
- О возрождении крещением. — Владимир, 1916.